# Acido meconico
L'acido meconico, noto acido di papavero, è una molecola presente in alcune piante della famiglia delle Papaveraceae (papavero) come Papaver somniferum (papavero da oppio) e Papaver bracteatum. Il nome di acido meconico è derivato dal vocabolo greco del papavero, pianta che fornisce l'oppio.
L'acido meconico costituisce circa il 5% dell'oppio e può essere utilizzato come marker analitico per la presenza di oppio. L'acido meconico è stato erroneamente descritto come un narcotico lieve, ma ha poca o nessuna attività fisiologica e non è usato in medicina.
L'acido meconico forma sali con alcaloidi e metalli. Questi sali e gli esteri dell'acido meconico sono chiamati meconati. L'acido meconico fu isolato per la prima volta da Friedrich Sertürner nel 1805, diluendo l'oppio coll'acqua e versando dell'ammoniaca nell'infusione per precipitare la morfina; una volta filtrato, lo mescolò col cloruro baritico, lavato il precipitato e lo si decompose coll'acido solforico diluito; la soluzione si evapora fino al punto di cristallizzazione e i cristalli di acido meconico si ritraggono ben secchi e sublimati.